# Rastenberg (Adelsgeschlecht)
Die Familie von Rastenberg war ein thüringisches ritterliches Burgmannengeschlecht aus Rastenberg an der Finne. 

## Geschichte
Die Familie ist urkundlich seit 1252 nachzuweisen. Mitglieder erscheinen als Zeugen in verschiedenen Urkundenbüchern. Sie waren u. a. Lehnsleute der Grafen von Rabenswald, Hohnstein und Stolberg. 
1265 war Dietrich von Rustiberg Komtur des Deutschen Ordens in Plauen. Philipp war 1317 auf dem Reichstag. Dietrich war 1331 zu Heldrungen und Hans 1346 zu Allstedt Burgmann. 1357 wird der Knappe Dietrich erwähnt. Hans, Johann und Heinrich von Rastenberg waren 1368 Burgmannen zu Heldrungen, und 1371 Ludwig von Rastenberg zu Erfurt. Barbara war 1456 Priorin des Klosters zu Arnstadt, und 1516 war Sophia dort Konventualin und später Priorin. Stolbergische Vögte waren 1454 Friedrich von Rastenberg und 1502 Heinrich von Rastenberg.  
Die Familie besaß Güter u. a. in Rudersdorf (1323) und Orlishausen (1411). In Arnstadt hatte Hermann ein freies Haus und einen Hof auf der Kolgasse, und Heinrich, Friedrich, Dietrich und Hans hatten dort in der zweiten Hälfte des 15. Jahrhunderts einen freien Hof und 1508 auch in Frohndorf Besitz. 
Zuletzt werden 1494/95 Heinrich von Rastenberg als herzoglicher sächsischer Amtmann von Plauen, am 22. Oktober 1531 Philipp von Rastenbergk in eine Schwarzburger Urkunde, und schließlich in den Jahren 1533 bis 1543 der ehrsame Rat und gestrenge und feste Hans von Rastenberg, Amtmann und Bürgermeister zu Ballenstedt urkundlich genannt. 
Die Familie erlosch zwischen den Jahren 1576 und 1580 durch den Tod von Philipp von Rastenberg auf Nausitz.

## Sage
"Die letzten Raubritter auf der Raspenburg waren zwei Brüder, Hayno und Wolfram von Raspenburg. Sie hatten den friedlichen Bewohnern des Landes sowie vorüberziehenden Fremdlingen schon unendlich viel Leid zugefügt, da wagten sie es auch, einen Brautzug zu überfallen, als derselbe eben von der Trauung aus der Kirche heimwärts kehrte. Alles Bitten der Landleute war umsonst; die Ritter schleppten nicht nur die junge Frau, sondern auch selbst ihre Eltern mit auf ihr Raubnest. Als sie oben auf der Burg angekommen waren, sprach sich der Vater der jungen Frau gegen die Ritter Hayno und Wolfram ziemlich derb aus und rief ihnen drohend zu: "Nur Geduld, Euch trifft schon noch die Strafe und ehe Ihr es denkt, wird mein Eidam mich und meine liebe Tochter befreien." Oho, lachten die Ritter, wer will uns auf unserer Veste zu nahe kommen? Wenn sich die Schwalben nicht gegen uns bewaffnen, werden wir wohl sicher wohnen. Der alte Vater schwieg und wartete auf die Hilfe seines Schwiegersohnes, aber vergebens. Als jedoch Landgraf Friedrich mit seinen Truppen anrückte, befand sich unter denselben auch ein armer Ritter mit Namen Luitfried von Schwalb, dessen bewaffnete Scharen nach ihrem Kommandanten die Schwalben genannt wurden. Luitfried hörte von dem durch Hayno und Wolfram verübten Frauenraube und erfuhr gar bald, dass die Geraubte einst seine Erkorene war. Er erbat sich darum von seinem Landesfürsten sogleich die Erlaubnis, die Burg erstürmen und die Raubritter lebendig oder tot seinem Herrn überbringen zu dürfen. Da Luitfried von Schwalb die Burg genau kannte, so wurde ihm die erbetene Erlaubnis gern gegeben. Als er nun vor der Raspenburg erschien, verhöhnten die zwei Raubhähne den jungen Ritter und meinten, er werde sich an ihrer Veste jedenfalls die Zähne vergebens ausbeißen. Aber Luitfried faßte die Burg an der ihm wohlbekannten schwächsten Seite an, erstürmte sie kampfesmutig, und ehe es sich Hayno und Wolfram versahen, waren sie in seiner Gewalt. Sie wollten sich ihm nicht ergeben und wurden darum erschlagen. Die junge Frau war nun befreit. Sie erkannte in Luitfried von Schwalb bald ihren Liebling und Retter, darum verließ sie ihren angetrauten Eheherrn und reichte ihre Hand dem Ritter, den der Landgraf als Anerkenntnis seiner Tapferkeit mit Gütern und Ehren belohnte".